# Meconopsis autumnalis
Meconopsis autumnalis (лат.) — вид двудольных растений рода Меконопсис (Meconopsis) семейства Маковые (Papaveraceae). Впервые описан ирландским ботаником Полом Э. Иганом в 2011 году.
В 2012 году таксон вошёл в список десяти самых замечательных видов по версии Международного института по исследованию видов (США).

## Распространение и среда обитания
Эндемик Непала, встречающийся в центральной части страны. Это один из двух новых видов меконопсисов из Непала (второй — Meconopsis paniculata), описанных в 2011 году. Типовой экземпляр собран в горах Ганеш-Гимал, на территории района Расува.
Примечательной особенностью Meconopsis autumnalis является его среда обитания: вид растёт на высоте 3300—4200 м, что до сравнительно недавнего времени и затрудняло изучение вида. Образцы растения собирались и раньше, однако исследователи не сочли их экземплярами нового вида.

## Ботаническое описание
Высокогорное многолетнее монокарпическое травянистое растение с прямостоячим стеблем высотой 1,1—1,6 м.
Корневище стержневое, удлинённое, до 3 см в ширину, млечного жёлто-оранжевого оттенка.
Побеги опушённые. Прикорневые листья розеточные, широко продолговатые, сильно опушены (засохшие — голые), стеблевые листья узко продолговатые; размер листьев уменьшается по мере приближения их расположения к верхушке.
Соцветие метельчатое, несёт 50—250 цветков. У цветков обычно по шесть лепестков бледно-жёлтого цвета, формой от обратнояйцевидных до округлых. Цветёт с конца июля по сентябрь (благодаря цветению в осеннее время таксону и был дан видовой эпитет autumnalis).
Плод — коробочка от яйцевидной до эллипсоидальной формы, 6—8-гранная, плотно опушённая.